# Association universelle d'espéranto
L'Association universelle d’espéranto (en espéranto : Universala Esperanto-Asocio ou UEA) a pour objectif de promouvoir et de développer l'usage de la langue internationale équitable espéranto pour faciliter la communication entre personnes de langues natales différentes. Son organe de communication officiel est la revue Esperanto. L’association édite également chaque année un annuaire (eo) d’environ 250 pages au format poche contenant des informations sur l’association, ses commissions et les associations qui y sont rattachées, ainsi qu’une liste de délégués et des statistiques sur le nombre de membres.

## Relations internationales
L’association universelle d’espéranto compte des membres individuels dans 120 pays et fédère les associations nationales d'espéranto de 71 pays.
L’association est en relation consultative avec l’ONU, l'UNESCO, l'UNICEF, le Conseil de l'Europe, l’Organisation des États américains. En outre, elle participe activement aux activités de normalisation terminologique du comité ISO/TC 37 de l'Organisation internationale de normalisation (ISO) ; l'association coopère selon les critères de la catégorie A, c'est-à-dire la catégorie réservées aux organisations apportant une contribution effective aux travaux du comité technique. Active dans le domaine de la terminologie, l’association universelle d’espéranto est devenue en mai 2011 membre associé du Centre d'information international pour la terminologie (Infoterm) (eo).
L’association comporte plusieurs sections thématiques, dont les principales sont :
- Organisation mondiale des jeunes espérantophones (Tutmonda Esperantista Junulara Organizo ou TEJO),
- Ligue internationale des enseignants d'espéranto (Internacia Ligo de Esperantistaj Instruistoj ou ILEI).

La plupart des espérantophones reconnaissent l’UEA comme la principale association du mouvement espérantophone dont elle est de fait la principale association.

## Activités

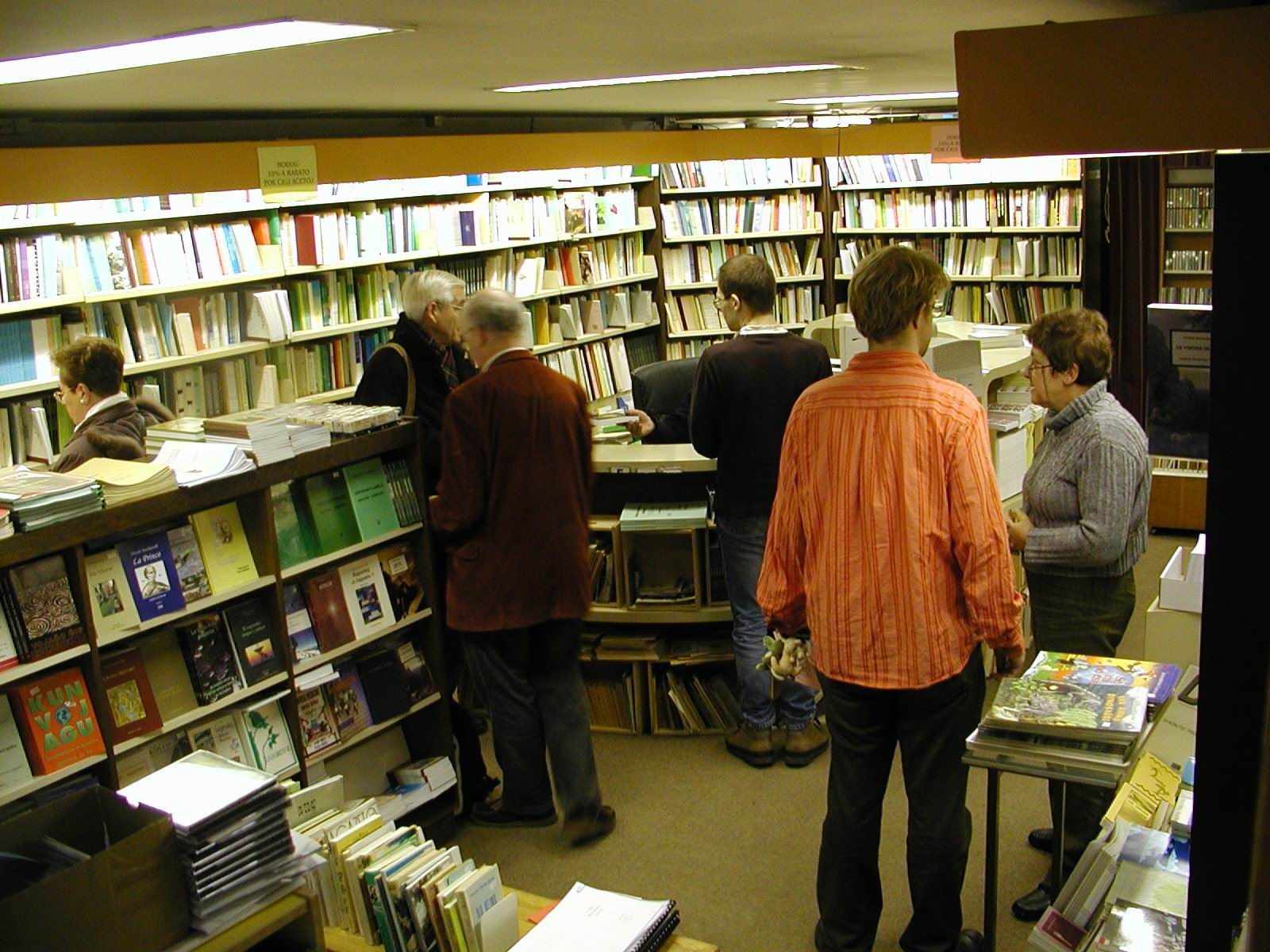
Librairie du siège social

L’association universelle d’espéranto fournit une large gamme de services pour promouvoir et développer l'usage de l'espéranto dans le monde. Elle est notamment responsable de l'organisation du congrès mondial d'espéranto qui rassemble chaque année plusieurs milliers d'espérantophones.
L’association édite des livres, des revues, ainsi que son annuaire (eo), contenant la liste des organisations espérantophones et des représentants locaux dans le monde.
De façon générale, l’UEA travaille pour la défense des droits linguistiques des citoyens, pour la défense de l'équité linguistique dans la communication internationale et pour la diversité linguistique et culturelle.
L’association représente la branche « neutre » du mouvement espérantophone, ce qui la distingue des associations engagées, notamment de l'Association mondiale anationale.
Pour célébrer le jubilé des cent ans d’existence de l’espéranto, un nouveau symbole est créé en 1987 à la demande de l’association pour représenter la langue, en parallèle au drapeau déjà existant depuis le début du siècle : il est formé des deux lettres latine E et cyrillique Э pour signifier le rassemblement autour d’une idée commune.

## Histoire

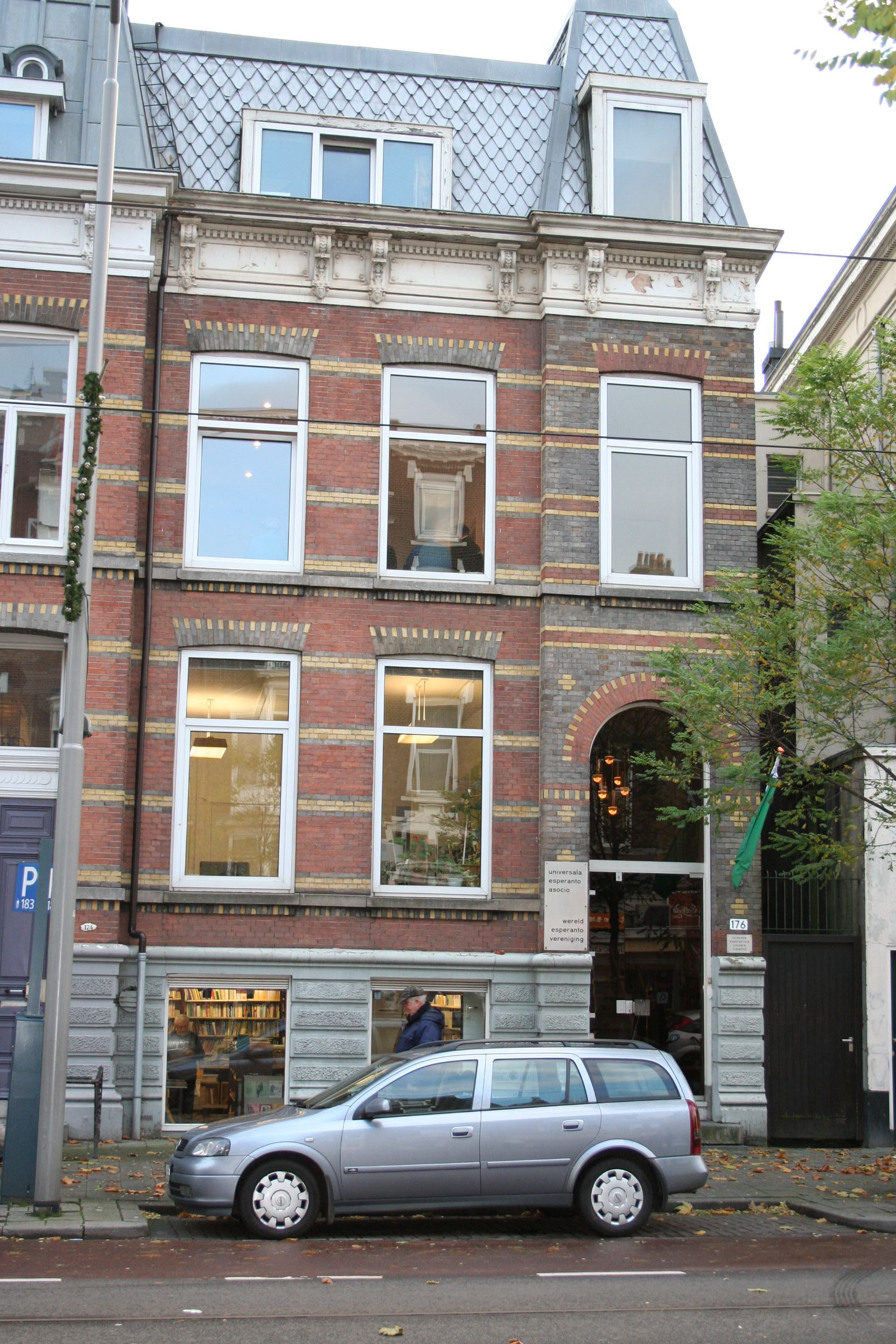
Le siège social de l’association, à Rotterdam

L’association universelle d’espéranto a été fondée en 1908 à Genève à l'initiative de Hector Hodler. Au début du XXe siècle, compte tenu des difficultés que l'Association universelle d'espéranto rencontrait (baisse des contributions allouées par le comité international, situé à Genève, aux associations nationales), et de la querelle entre ses dirigeants Eduard Stettler et Hans Jakob sur la proposition de déplacer le siège international de Genève à Londres, le président Louis Bastien et la plupart des membres du bureau quittèrent l'association le 18 septembre 1936, pour fonder la Ligue internationale d'espéranto, basée à côté de Londres.
Très vite, tous les membres et associés de l'association universelle d’espéranto passèrent de leur côté. À l'UEA de Genève, où était situé le siège international, ne restaient d'abord que les membres suisses, rejoints par les associations espérantophones d'Espagne, la plupart d'entre eux réfugiés en Suisse en raison de la guerre civile espagnole qui faisait rage dans leur pays, et une centaine de membres individuels de toutes nationalités. Pour la première fois on parle de schisme au sein du mouvement espérantophone.
Après la Seconde Guerre mondiale, les deux associations espérantophones mondiales fusionnèrent lors du congrès mondial d'espéranto de Berne en 1947 sous la dénomination première de l'Association universelle d'espéranto. L'Association universelle d'espéranto fixa son futur siège à Rotterdam (Pays-Bas).

## Structure interne de l’association
Le siège social de l'association universelle d’espéranto est situé à Rotterdam où travaille une douzaine de permanents. Elle est administrée par un bureau choisi par un conseil d’administration représentant la diversité du mouvement avec des représentants des membres individuels, des associations nationales et des associations thématiques.

### Conseil d’administration

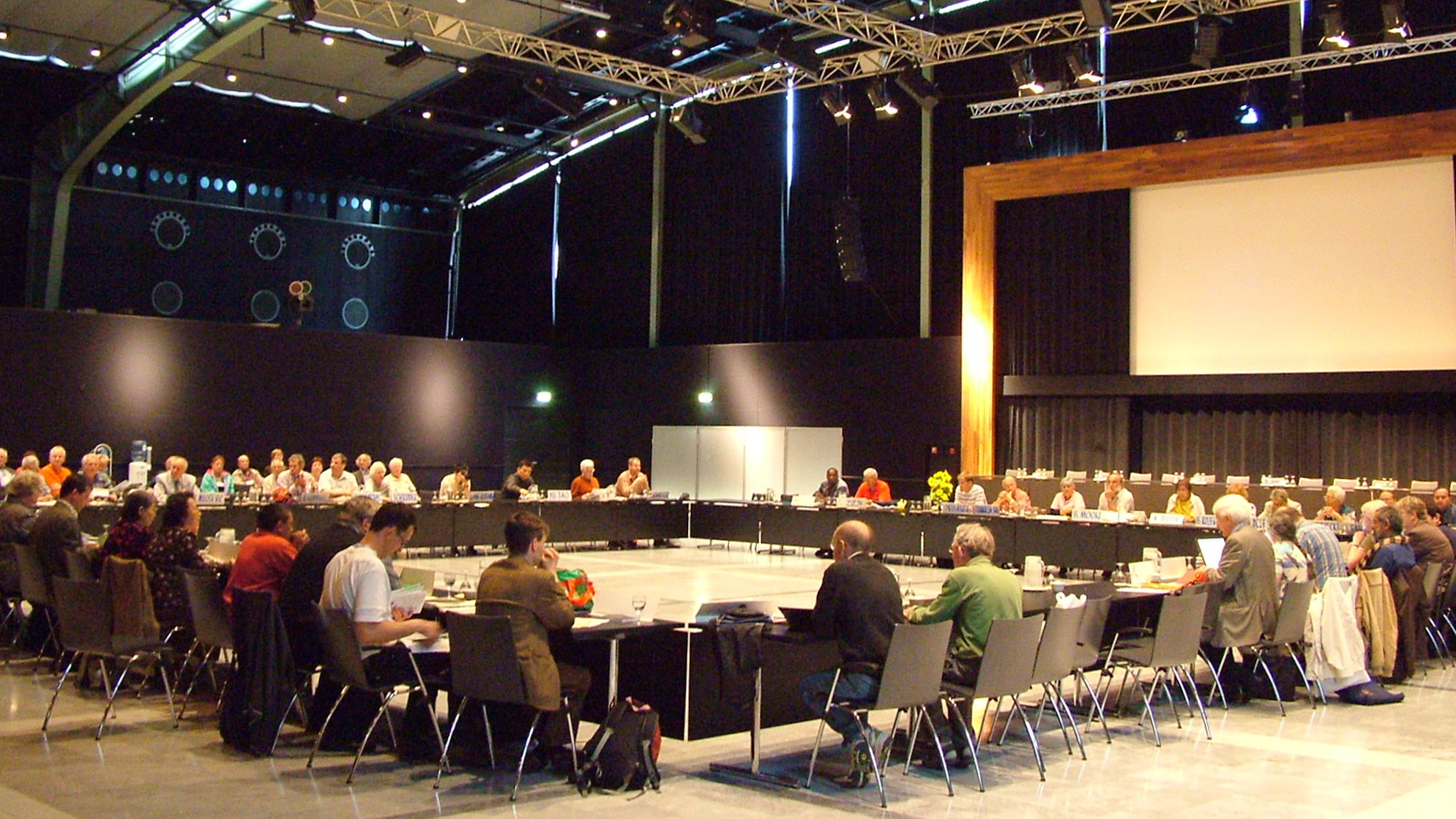
Le conseil d’administration, réuni en 2008 à Rotterdam lors du 93e congrès mondial d’espéranto

Le conseil d’administration (Komitato) de l’association universelle d’espéranto consiste en un rassemblement de membres élus par les associations nationales qui lui sont affiliées. Il se rassemble une fois par an lors d’une semaine pendant les congrès mondiaux d’espéranto. Il existe trois types d’éligibilité pour les membres du CA, même s’ils ont dans les faits les mêmes droits :
- environ 50 de type A, élus à raison d’un membre du CA pour toute association nationale de plus de 100 membres, et d’un supplémentaire pour toute tranche de 1000 membres supplémentaires ;
- environ 5 de type B, élus par les membres individuels de l’association, pour toute tranche de mille membres individuels ;
- jusqu’à un quart du nombre de membres A et B, de type C, élus par les membres A et B, en reconnaissance de leurs capacités ou actions en faveur de l’espéranto.

L’organisation mondiale des jeunes espérantophones (TEJO) élit deux membres de type A.

### Conseil consultatif
Depuis 2013, le conseil consultatif (Konsilio) se réunit tous les deux mois dans le but de traiter des sujets demandant une discussion active qui ne pourrait attendre une réunion du conseil d’administration. Le conseil consultatif travaille de pair avec le bureau, et est guidé par le secrétaire général de l’association universelle d’espéranto. Les propositions émanant du conseil consultatif doivent obtenir l’aval du conseil d’administration ou du bureau avant d’être appliquées. Les membres de ce conseil sont élus en même temps que les élections pour le bureau, pour trois ans.

### Bureau
À l’origine, le plus haut organe décisionnel de l’association universelle d’espéranto se nommait « comité » (Komitato, en espéranto), dont les membres étaient élus par des délégués. Ce n’est qu’en 1920 qu’un nouveau statut a introduit une distinction entre le comité et la « commission ». Cette commission a reçu en 1934 le nom de bureau (Estraro, en espéranto).
Le premier bureau, qui s’appelait encore comité, était composé de huit membres, parmi lesquels le président, le vice-président et le directeur. Il existe depuis 1955 un poste de secrétaire général en plus du président et de(s) vice-président(s). Le bureau peut réunir de trois à cinq membres supplémentaires.
Le bureau actuel a été élu le 20 juillet 2019 par le conseil d’administration lors du 104e congrès mondial d’espéranto à Lahti (Finlande) pour trois ans. Les membres du bureau (Estraro), pour le mandat actuel 2019-2022 sont listés dans cet article (eo).
Selon les statuts, le bureau :
- est responsable de l’évolution générale de l’association, sous la direction du conseil d’administration ;
- rend effectives les décisions du conseil d’administration ;
- présente les propositions de budget et de financement au conseil d’administration ;
- présente le rapport annuel d’activité au conseil d’administration ;
- informe les membres du conseil d’administration de temps en temps de l’évolution des travaux ;
- recrute et relève de ses fonctions le directeur général, qui est le directeur du siège social, ainsi que les directeurs ou dirigeants des éventuels autres sièges :
- nomme le rédacteur de la revue Esperanto ;
- s’occupe de faire organiser les congrès mondiaux d’espéranto ;
- a le droit d’intenter des procès ;
- est compétent en ce qui concerne les contrats pour acheter, louer, vendre ou hypothéquer des biens.

### Liste des présidents successifs

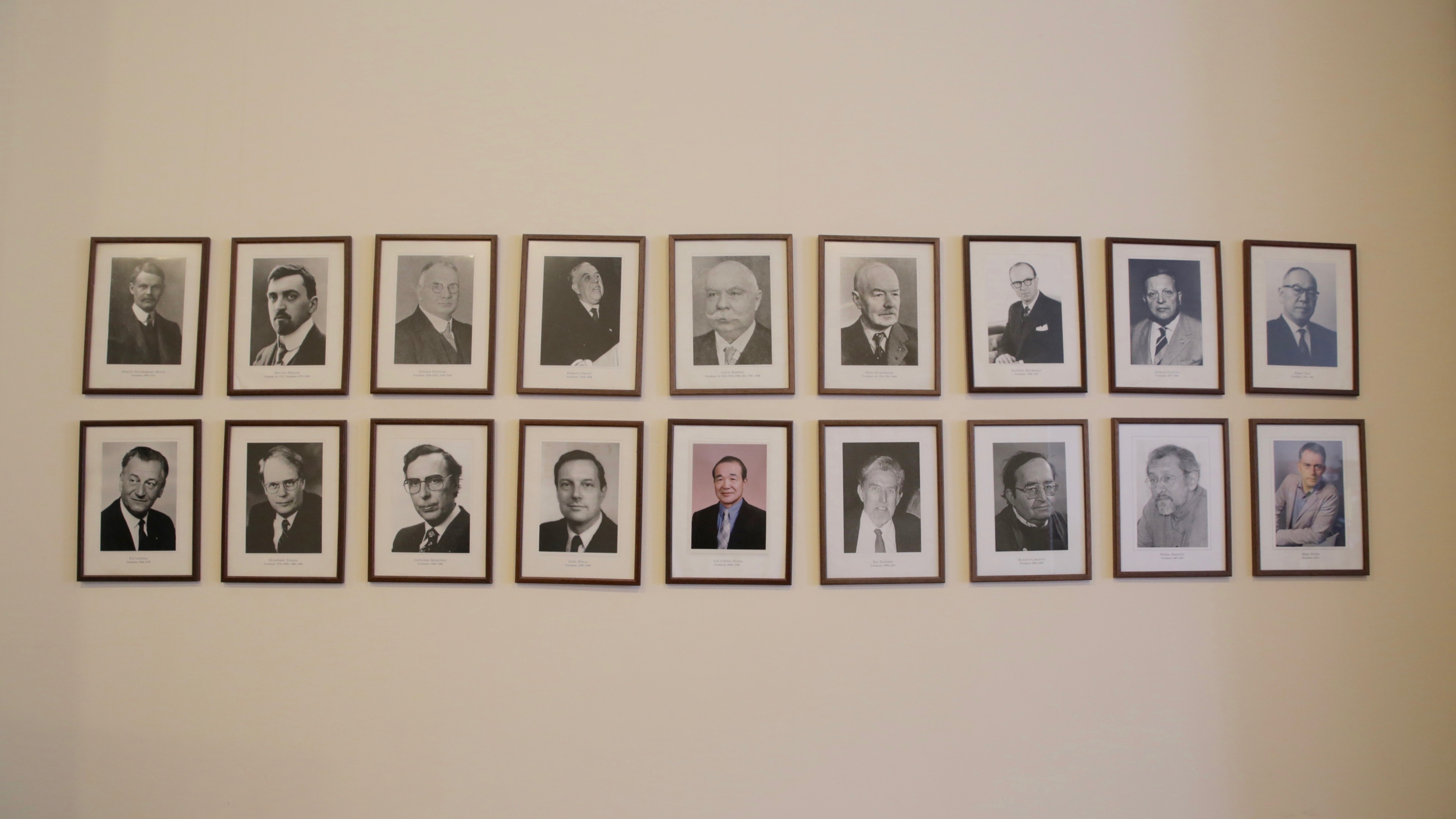
Portraits des présidents, au siège social de l’association

| Période     | Président                                | Pays d’origine |
| ----------- | ---------------------------------------- | -------------- |
| 1908–1916   | Harold Bolingbroke Mudie                 | Royaume-Uni    |
| 1916–1919   | (vacant)                                 |                |
| 1919–1920   | Hector Hodler                            | Suisse         |
| 1920–1924   | Eduard Stettler                          | Suisse         |
| 1924–1928   | Edmond Privat                            | Suisse         |
| 1928–1934   | Eduard Stettler                          | Suisse         |
| 1934–1936   | Louis Bastien                            | France         |
| 1936–1941   | Karl Max Liniger (eo)                    | Suisse         |
| 1941–1947   | Hans Hermann Kürsteiner                  | Suisse         |
| 1947–1956   | Ernfrid Malmgren                         | Suède          |
| 1956–1960   | Giorgio Canuto                           | Italie         |
| 1960–1962   | Harry W. Holmes (eo), président exécutif | Royaume-Uni    |
| 1962–1964   | Hideo Yagi (eo)                          | Japon          |
| 1964        | Harry W. Holmes (eo), président exécutif | Royaume-Uni    |
| 1964–1974   | Ivo Lapenna                              | Yougoslavie    |
| 1974–1980   | Humphrey Tonkin                          | États-Unis     |
| 1980–1986   | Grégoire Maertens                        | Belgique       |
| 1986–1989   | Humphrey Tonkin                          | États-Unis     |
| 1989–1995   | John C. Wells                            | Royaume-Uni    |
| 1995–1998   | Lee Chong-Yeong                          | Corée du Sud   |
| 1998–2001   | Keppel Enderby                           | Australie      |
| 2001–2007   | Renato Corsetti                          | Italie         |
| 2007-2013   | Probal Dasgupta                          | Inde           |
| 2013-2019   | Mark Fettes                              | Canada         |
| Depuis 2019 | Duncan Charters (eo)                     | États-Unis     |